# HMS Clas Fleming
HMS Clas Fleming – szwedzki stawiacz min (oficjalnie klasyfikowany jako minkryssare - krążownik minowy) z okresu obu wojen światowych, noszący nazwę na cześć szwedzkiego admirała Clasa Larssona Fleminga, będący jedynym okrętem swojego typu. Wszedł do służby w 1914 roku. W toku służby przeszedł w 1940 roku dużą przebudowę, zmieniającą jego napęd, sylwetkę i charakterystyki, stając się pierwszym okrętem na świecie napędzanym turbinami gazowymi. Nie brał udziału w działaniach bojowych, strzegąc neutralności Szwecji. Wycofany ze służby i złomowany po II wojnie światowej.

## Budowa
W związku z zapotrzebowaniem dowództwa szwedzkiej marynarki wojennej na ofensywny stawiacz min, wyrażonym w piśmie do króla Gustawa V w 1908 roku, w 1909 roku wyasygnowano środki na budowę takiej jednostki, a w następnym roku złożono zamówienie w przedsiębiorstwie Bergsunds Mekaniska Verkstads AB. Stępkę pod budowę jednostki położono w należącej do niego stoczni Finnboda Varv w Sztokholmie w 1911 roku (brak szczegółowej daty w publikacjach) . Okręt został zwodowany 14 grudnia 1912 roku, zaś do czynnej służby wszedł w maju 1914 roku. Stosunkowo niewielki kadłub został przystosowany do stawiania w ruchu min morskich na otwartym morzu, także w trudnych warunkach pogodowych oraz w nocy. Okręt miał też współdziałać z pancernikami obrony wybrzeża w ochronie szwedzkich wód terytorialnych.

## Konstrukcja

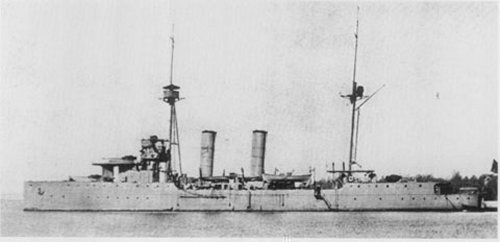
„Clas Fleming” w pierwotnej postaci (1914–1918)

Kadłub krążownika minowego „Clas Fleming” miał pierwotnie 80 m długości, 10,4 m szerokości i był podzielony na 14 przedziałów wodoszczelnych. Wyporność standardowa wynosiła początkowo 1640 ton, a maksymalna 1850 ton. Kadłub miał elementy architektury typowe dla małych krążowników przełomu wieków, jak podniesiony pokład dziobowy i rufowy, obniżony pokład z nadburciem na śródokręciu, niewielką nadbudówkę na dziobie, dwa wysokie maszty i dwa wysokie, lekko pochylone kominy na śródokręciu. Specyficzną cechą był obniżony początkowo pokład na samej rufie, za rufówką, na którym pierwotnie ustawione było działo. W rufie poniżej znajdowały się furty dwóch torów minowych.  Wewnętrzny pokład pancerny, typowy dla krążowników pancernopokładowych, chroniący newralgiczne części okrętu, miał grubość 16 mm w części płaskiej i 25 mm na skosach dochodzących do burt. Przed sterówką zabudowane zostało bojowe stanowisko dowodzenia, o pancerzu dochodzącym do 75 mm. Wadą projektu była ciasnota kotłowni pod pokładem pancernym, utrudniająca obsługę .
Siłownię krążownika stanowiło 8 kotłów parowych typu Yarrow, opalanych węglem, o ciśnieniu 17 at, oraz dwie turbiny parowe systemu Parsonsa o łącznej mocy 6500 KM, napędzające bez przekładni redukcyjnych dwie śruby. Zapewniało to jednostce prędkość 20 węzłów (na próbach 20,3 w). Zapas węgla wynosił 265 t. Był to jeden z pierwszych okrętów o napędzie turbinowym w szwedzkiej flocie, aczkolwiek z racji użycia bezpośredniego przełożenia śruby obracały się zbyt szybko, co pociągało duże zużycie paliwa. 
Uzbrojenie artyleryjskie okrętu stanowiły cztery działa kal. 12 cm (120 mm) m/11, umieszczone początkowo w osi symetrii okrętu, po dwa na dziobie i rufie. Ich donośność wynosiła 10 km. Pierwotnie zastosowano nowoczesne rozmieszczenie dział, w osi wzdłużnej okrętu w  dwóch poziomach na dziobie i rufie (superpozycji): pierwsze na pokładzie dziobowym, drugie na nadbudówce za nim, trzecie na pokładzie rufówki, a czwarte na samej obniżonej rufie. Uzbrojenie uzupełniały cztery karabiny maszynowe m/10 kal. 6,5 mm. Do określania odległości służył dalmierz optyczny o bazie 3 m. „Clas Fleming” mógł zabierać na pokład ok. 190 min morskich (według innych publikacji, ok. 200  lub ok. 100). Do ok. 130 mieściło się na torach minowych zamontowanych na międzypokładzie, pozostałe 60–70 było magazynowanych poniżej linii wodnej, na pokładzie dennym.
Załoga krążownika składała się początkowo z 23 oficerów i podoficerów oraz 137 marynarzy. Oficerowie zakwaterowani byli w osobnych kabinach, marynarze mieli wydzielone miejsce do spania w hamakach na międzypokładzie. Okręt posiadał radiostację Telefunken i dwa reflektory (o średnicy 90 cm i 60 cm).

## Modernizacje
Pierwszą poważną modernizację okrętu przeprowadzono po zakończeniu I wojny światowej, w latach 1918-19. Była ona spowodowana zbyt niskim umieszczeniem furt minowych na międzypokładzie, co uniemożliwiało prowadzenie operacji minowania przy wzburzonym morzu. Aby temu zaradzić, zmieniono konstrukcję rufy krążownika, podnosząc o jeden pokład zakończenia torów minowych i wyloty furt. Miny przed zrzuceniem przesuwano ku górze. Zmieniono równocześnie konfigurację artylerii głównego kalibru, pozostawiając na dziobie i rufie po jednym dziale, a pozostałe dwa przenosząc na sponsony na burtach, za tylnym kominem. Salwę burtową odtąd stanowiły tylko trzy działa.
W 1926 roku „Clas Fleming” ponownie trafił do stoczni. Tym razem wymieniono trzy mało skuteczne karabiny maszynowe kal. 6,5 mm na działka przeciwlotnicze Vickers 25 mm (dwa na rufie, jedno na wieży dowodzenia) oraz zainstalowano nowy dalmierz 3-metrowy.

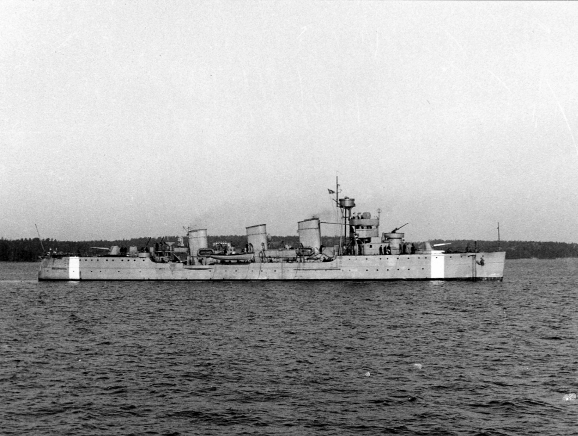
„Clas Fleming” po przebudowie podczas II wojny światowej, z oznaczeniami neutralności (białe pasy)

Kolejna przebudowa, przeprowadzona w Göteborgu w latach 1939-40, związana była z wymianą nieekonomicznych, opalanych węglem kotłów i turbin parowych bezpośredniego działania na nowy, unikalny zespół napędowy, skonstruowany przez inżyniera stoczni Götavarken Erika Johanssona. Składał się on z czterech sześciocylindrowych dwusuwowych silników wysokoprężnych, służących jako generatory gazu dla dwóch turbin gazowych firmy De Laval, z przekładniami redukcyjnymi, o mocy obliczeniowej 3600 KM każda (łącznie 7200 KM). Ponadto pozostawiono dwa kotły parowe (opalane mazutem) jako źródło pary dla urządzeń pomocniczych i grzewczych. Aby uzyskać miejsce dla nowej siłowni, wstawiono dodatkową sekcję kadłuba na śródokręciu, wydłużając okręt o 6 m. Pionowa dotąd dziobnica otrzymała niewielki skos. Dla odprowadzenia gazów z siłowni ustawiono dwa nowe, szerokie kominy. Przedni odprowadzał spaliny z kotłów pomocniczych, tylny z silników poprzez turbiny. Po przeprowadzeniu prób morskich ustawiono pomiędzy nimi dodatkowy komin – atrapę mającą na celu zmianę sylwetki okrętu. Prędkość pozostała na podobnym poziomie, jak na początku służby – podczas prób: 20,25 węzła, przy mocy 6400 KM. Według niektórych autorów, „Clas Fleming” przez to stał się pierwszym okrętem napędzanym turbinami gazowymi .
Zmodernizowane zostało także uzbrojenie krążownika. Działa kal. 120 mm otrzymały maski przeciwodłamkowe i dzięki powiększeniu kąta podniesienia, zwiększono do 16 000 m ich zasięg. Jako artylerię przeciwlotniczą zainstalowano zamiast działek 25 mm trzy nowoczesne działka Bofors kal. 40 mm (jedno na dachu wieży dowodzenia i dwa w części rufowej. Na rufie ustawiono dwa miotacze bomb głębinowych z zapasem 100 bomb. Dodano również drugi dalmierz o bazie 1,5 m na pomoście rufowym. Usunięto maszt rufowy, a przedni skrócono.

## Służba operacyjna
„Clas Fleming” wszedł do służby w marynarce szwedzkiej tuż przed wybuchem I wojny światowej, w której Szwecja nie brała udziału. Ponieważ był to pierwszy szwedzki okręt budowany dla prowadzenia ofensywnych operacji minowych, posłużył w pierwszej kolejności do prób, mających na celu wypracowanie taktyki takich działań. Ponadto brał udział w patrolach ochrony neutralności Szwecji w czasie wojny, głównie na wodach wokół Wysp Alandzkich i w okolicy Sztokholmu.
W okresie dwudziestolecia międzywojennego „Clas Fleming” wchodził w skład oddziału rozpoznawczego floty. Jednak wskutek zużycia mechanizmów napędowych, jego użycie podlegało coraz większym ograniczeniom. Planowana od początku lat 30. modernizacja nie dochodziła do skutku z powodu ograniczania budżetu armii przez kolejne rządy. Dopiero w 1934 roku, dzięki wykorzystaniu środków na zwalczanie bezrobocia, zamówiono nowe maszyny. Kłopoty techniczne sprawiły, że jesienią 1939 roku, po ogłoszeniu mobilizacji w obliczu II wojny światowej, okręt nie nadawał się do służby operacyjnej.
Po ponownym wejściu do służby 8 sierpnia 1940 roku, „Clas Fleming” wszedł, obok krążownika lotniczego HMS „Gotland”, w skład 2 Dywizjonu Krążowników, stacjonującego w Hasfjärden niedaleko Sztokholmu. Do zadań okrętów należała ochrona szwedzkich wód terytorialnych przed naruszeniami neutralności przez walczące strony. Od lata 1944 roku „Clas Fleming” został przydzielony do szkolnego oddziału minowego.
Po zakończeniu II wojny światowej rozbrojony krążownik został przycumowany na stałe w stoczni marynarki w Sztokholmie. Oficjalne wycofanie okrętu ze służby nastąpiło 1 stycznia 1959 roku . 9 listopada 1960 „Clas Fleming” został sprzedany na złom  (firmie Persöner AB w Ystad).